# 伊尔施站
伊尔施站是位于内蒙古自治区兴安盟阿尔山市新城街道的一个铁路车站，邮政编码137422。车站建于1937年，有白阿铁路经过该站，距离白城站351公里。
车站隶属沈阳铁路局白城车务段阿尔山站管辖，是四等站，接轨内蒙古森工集团兴安石油有限责任公司阿尔山加油站，办理专用线货物到发。